# يوم الاستقلال (ألبانيا)
يوم الاستقلال (بالألبانية: Dita e Pavarësisë) هو يوم تذكار سنوي وعطلة رسمية في ألبانيا يُحتفل في 28 نوفمبر. ويحيي ذكرى إعلان استقلال ألبانيا عن الدولة العثمانية، الذي صادق عليه الكونغرس الألباني في 28 نوفمبر 1912، مما أدى لتأسيس ألبانيا المستقلة.

## الدلالة
يعد 28 نوفمبر عطلة رسمية في ألبانيا، وكذلك عند الشتات الألباني. يشير هذا اليوم إلى إعلان الاستقلال الألباني في 28 نوفمبر 1912 ورفع علم ألبانيا في فلوره على يد إسماعيل كمال. يتزامن هذا اليوم أيضًا مع ذكرى رفع إسكندر بك للعلم نفسه في كرويه في 28 نوفمبر 1443.

## التاريخ
بدأ النضال الألباني من أجل الاستقلال في القرن الخامس عشر عندما سيطرت الدولة العثمانية على الأراضي الألبانية. ويُشير معظم المؤرخين إلى أن الكفاح الحقيقي من أجل الاستقلال جاء مع تطور القومية الألبانية في القرن التاسع عشر. اشتعلت شرارة القومية خصوصًا بين الشتات الألباني في جنوب إيطاليا، أحفاد الألبان الذين فروا بعد وفاة إسكندر بك في القرن الخامس عشر.